# Аласдер Макінтайр
Аласдер Чалмерс Макінтайр (англ. Alasdair Chalmers MacIntyre; 12 січня 1929 — 21 травня 2025) — американський політичний філософ шотландського походження. Відомий також своїми роботами з історії філософії, етики та теології. Здобув освіту і займався науковою роботою в університетах Лондона (Queen Mary), Манчестера і Оксфорда. З 1951 по 1969 роках викладав в Оксфорді. З 1970 року на викладацькій роботі у США. 
Аласдер Макінтайр є автором праці «Після чеснот: дослідження з питань моралі». Це дослідження стосується етичної тематики і розглядає тут етику, мораль та теоретичні напрямки в етичній науці. З позиції Макінтайра нинішня мораль є безсилою і нефункціональною станом на сьогодні. Мораль, етичні категорії стали недієвими, їх скоріше використовують для прикриття власних суджень, аніж для регуляції власних чи чужих думок, відношень та поведінок. «Після чеснот» ставить питання: чому так сталося, в чому причина, які можливі вирішення проблеми і прагне дати на них відповідь.
Питання про все меншу дієвість моралі в суспільстві варто відкласти на потім, а спершу звернутися до історії моральності, яку пропонує Макінтайр. Ключовими історичними поняттями для цього є: Арістотель, Середньовіччя, Просвітництво та Ніцше. Арістотель описав, закріпив структуру моралі за такою функціональною схемою: людина-така-яка-вона-є(неідеальна, справжня людина із властивими їй вадами), людина-якою-вона-повинна-бути (ідеальна людина) та етичні поняття, правила, принципи, ідеї, що забезпечують перехід від неідеальної людини до ідеальної людини. Така схема функціонувала до часів Середньовіччя, де ідеал людини змінився відповідно до уявлень релігії, християнства.
В часи секуляризації ідей та суспільства частина троїстої схеми моралі – людина-якою-вона-повинна-бути – зникла, а Просвітництво і його філософи, як говорить Макінтайр, не могли заповнити цю нішу. Це завдання яке в апріорі не могло бути вирішене ними в тих умовах, а тому і не вирішилось. На місце ідеалу ставився Розум Канта, Дух Гегеля, Пристрасті Юма, що мали стати відправною точкою та метою власного удосконалення та обґрунтування традиційних цінностей(сімʼя, обовʼязок, власність), що не відповідали актуальним, істинним цінностям їхнього часу. Обґрунтувати моральність традиційних канонів за допомогою проголошення частин людської природи ідеалами(що вважались ідеалами лише в цій історичній епосі, наприклад, Канта), саме за допомогою яких – ідеалів — мали обґрунтуватися виниклі в далеко минулому традиційні канони. Якраз на цю обставину вказує Макінтайр і обґрунтовує неможливість реалізації вказаного завдання Просвітниками. Зрештою це призвело до розуміння моралі як похідної від людини, людина має визначати мораль, що увінчується у філософії Ніцше. Проте волюнтаристська філософія Ніцше є пагубною для існування моралі, тому Макнітайр пропонує вернутися до троїстої схеми моралі Арістотеля, але модифікувати її під наші сучасні потреби. Щоб мораль брала свою силу, коріння із сьогоденних умов існування людини і була практичним та ідеологічним спрямовувачем її ціннісно-орієнтаційно-поведінкових уявлень на власне життя.
Така нова моральна концепція за Макінтайром має врахувати три умови для власного існування: поняття практики, наративної єдності людського життя та поняття традиції. Нова мораль має врахувати в себе ці три поняття, щоб стати дієвою в нашому суспільстві.